# Lista dos campeões da X Division da TNA

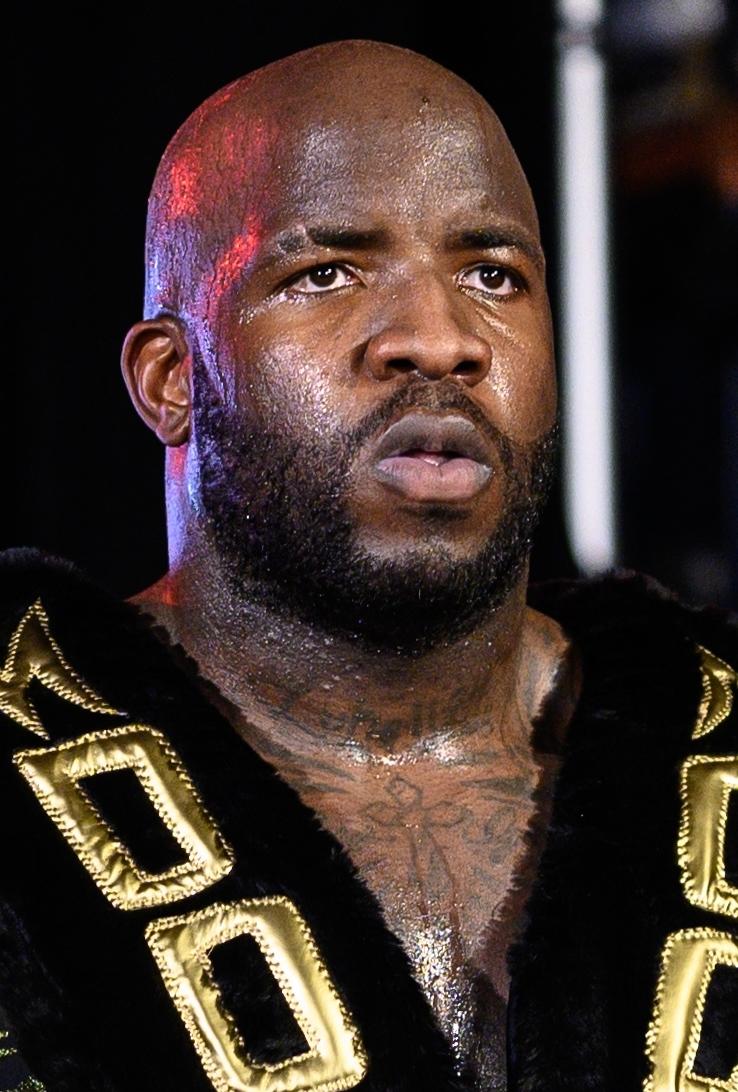
Atual campeão, Moose.

Esta lista dos campeões da X Division da TNA reúne os atletas que obtiveram este título de luta profissional que pertence a organização estadunidense Total Nonstop Action Wrestling (TNA). O título foi criado e estreado em 19 de junho de 2002, durante a gravação do segundo evento semanal de pay-per-view (PPV) da TNA.
O Campeonato da X Division foi o primeiro título sancionado pela própria TNA, devido a parceria feita com a promoção National Wrestling Alliance (NWA) no ano de 2002. Com a união das empresas, a TNA passava a ser uma subsidiária da NWA, tendo seu nome alterado para NWA–TNA. Como resultado do acordo, a National Wrestling Alliance cedeu seus campeonatos mundiais dos pesos-pesados e de duplas para serem disputados na TNA.
O título da X Division foi introduzido em 19 de junho de 2002, durante as gravações do segundo pay-per-view semanal da TNA. No evento principal daquela noite, A.J. Styles derrotou Jerry Lynn, Low Ki e Psicosis em uma luta four-way com dupla contagem para se tornar o primeiro campeão da X Division; porém, antes do combate ser iniciado, o anunciador de ringue Jeremy Borash se referiu ao título como o "Campeonato X da NWA". Todavia, após esta data o título foi rebatizado para "Campeonato da X Division da NWA–TNA", sendo que em junho de 2004 a sigla da NWA seria removida do nome do título. Em maio de 2007, após cinco anos de parceria, a National Wrestling Alliance se desligaria por completo da TNA, encerrando todas as ligações restantes com o título da X Division.
Os reinados do Campeonato da X Division da TNA são determinados com a realização de combates de luta profissional, onde os competidores estão envolvidos em rivalidades com roteiros pré-determinados. As rivalidades são criadas entre os vários competidores, onde utilizam o papel de face (herói) e o de heel (vilão). Em 22 de março de 2025, Chris Sabin possuí o recorde de maior número de reinados, com dez. Com 301 dias, o primeiro reinado de Austin Aries é considerado o maior da história do título; o único reinado de Eric Young e o sexto reinado de Sabin são os mais curtos, com menos de um dia cada um. O atual campeão é Moose, que está em seu primeiro reinado, após vencer Mike Bailey em 27 de outubro de 2024 em Detroit, Michigan durante as gravações do Impact!. Em suma, temos 109 reinados distribuídos entre 54 lutadores, com o título tendo ficado vago por 13 ocasiões.

## História

### Nomes
| Nomes                                        | Datas                       | Ref(s) |
| -------------------------------------------- | --------------------------- | ------ |
| Campeonato X da NWA                          | 2002                        | [ 8 ]  |
| Campeonato X da NWA–TNA                      | 2002                        | [ 8 ]  |
| Campeonato da X Division da NWA–TNA          | 2004                        | [ 5 ]  |
| Campeonato da X Division da TNA              | 2003 – 2017 2024 – presente | [ 5 ]  |
| Campeonato da X Division do Impact Wrestling | 2017                        | [ 5 ]  |
| Campeonato da X Division da GFW              | 2017                        | [ 5 ]  |
| Campeonato da X Division do Impact           | 2017 – 2024                 | [ 5 ]  |

### Reinados
| #       | Ordem dos reinados                                                               |
| Reinado | O número de reinados para o conjunto específico de lutadores listados            |
| Evento  | O evento promovido pela respectiva promoção em que os títulos foram conquistados |
| —       | Usado para reinados vagos para não contá-lo como um reinado oficial              |
| +       | Indica que o reinado atual está mudando diariamente                              |

| #  | Lutador                                          | Reinado | Data                    | Dias com o título | Local                               | Evento                              | Notas | Ref(s)           |
| -- | ------------------------------------------------ | ------- | ----------------------- | ----------------- | ----------------------------------- | ----------------------------------- | --- | ---------------- |
| 1  | A.J. Styles                                      | 1       | 19 de junho de 2002     | 49                | Huntsville, Alabama                 | Pay-per-view semanal 2              | Styles derrotou Jerry Lynn, Low Ki e Psicosis em uma luta four-way com dupla contagem para se sagrar como primeiro campeão. Exibido em 26 de junho de 2002. | [ 3 ]            |
| 2  | Low Ki                                           | 1       | 7 de agosto de 2002     | 14                | Nashville, Tennessee                | Pay-per-view semanal 8              | Foi uma luta three-way dance, envolvendo também Jerry Lynn. | [ 9 ]            |
| 3  | Jerry Lynn                                       | 1       | 21 de agosto de 2002    | 49                | Nashville, Tennessee                | Pay-per-view semanal 11             | Foi uma luta three-way de escadas, envolvendo também A.J. Styles. Exibido doa 28 de agosto de 2002. | [ 10 ]           |
| —  | Vago                                             | —       | 9 de outubro de 2002    | —                 | Nashville, Tennessee                | Pay-per-view semanal 15             | Foi declarado vago devido a uma lesão sofrida por Jerry Lynn. | [ 11 ]           |
| 4  | Syxx-Pac                                         | 1       | 9 de outubro de 2002    | 14                | Nashville, Tennessee                | Pay-per-view semanal 15             | Syxx-Pac derrotou Ace Steel, A.J. Styles, Kid Kash, The S.A.T. e Tony Mamaluke em uma luta de escadas para ganhar o título vago. | [ 11 ]           |
| 5  | A.J. Styles                                      | 2       | 23 de outubro de 2002   | 14                | Nashville, Tennessee                | Pay-per-view semanal 17             | | [ 12 ]           |
| 6  | Jerry Lynn                                       | 2       | 6 de novembro de 2002   | 35                | Nashville, Tennessee                | Pay-per-view semanal 19             | | [ 13 ]           |
| 7  | Sonny Siaki                                      | 1       | 11 de dezembro de 2002  | 63                | Nashville, Tennessee                | Pay-per-view semanal 24             | | [ 14 ]           |
| 8  | Kid Kash                                         | 1       | 12 de fevereiro de 2003 | 77                | Nashville, Tennessee                | Pay-per-view semanal 31             | | [ 15 ]           |
| 9  | Amazing Red                                      | 1       | 30 de abril de 2003     | 14                | Nashville, Tennessee                | Pay-per-view semanal 42             | | [ 16 ]           |
| 10 | Chris Sabin                                      | 1       | 14 de maio de 2003      | 98                | Nashville, Tennessee                | Pay-per-view semanal 44             | Foi uma luta three-way dance, envolvendo também Jerry Lynn. Sabin unificou o Campeonato da X Division com o Campeonato International dos Pesos-Médios da WWA ao derrotar o até então campeão Jerry Lynn, Frankie Kazarian e Johnny Swinger em Auckland, Nova Zelândia, no dia 25 de maio de 2003. | [ 17 ]           |
| 11 | Michael Shane                                    | 1       | 20 de agosto de 2003    | 140               | Nashville, Tennessee                | Pay-per-view semanal 58             | Foi uma luta Ultimate X, envolvendo também Frankie Kazarian. | [ 18 ]           |
| 12 | Chris Sabin                                      | 2       | 7 de janeiro de 2004    | 84                | Nashville, Tennessee                | Pay-per-view semanal 75             | Foi uma luta Ultimate X, envolvendo também Christopher Daniels e Low Ki. | [ 19 ]           |
| —  | Vago                                             | —       | 31 de março de 2004     | —                 | Nashville, Tennessee                | Pay-per-view semanal 87             | Foi declarado vago devido a uma lesão sofrida por Chris Sabin. | [ 20 ]           |
| 13 | Kazarian                                         | 1       | 31 de março de 2004     | 70                | Nashville, Tennessee                | Pay-per-view semanal 87             | Kazarian derrotou Amazing Red para ganhar o título vago. | [ 20 ]           |
| 14 | A.J. Styles                                      | 3       | 9 de junho de 2004      | 49                | Nashville, Tennessee                | Pay-per-view semanal 97             | | [ 21 ]           |
| 15 | Kazarian (2) e Michael Shane (2)                 | 2       | 28 de julho de 2004     | 14                | Nashville, Tennessee                | Pay-per-view semanal 104            | Shane e Kazarian foram declarados co-campeões, depois de derrotarem A.J Styles em uma luta Ultimate X, pegando o título ao mesmo tempo. | [ 22 ]           |
| 16 | Petey Williams                                   | 1       | 1 de agosto de 2004     | 158               | Nashville, Tennessee                | Pay-per-view semanal 106            | Derrotou Amazing Red na final da luta gauntlet for the gold de 22 lutadores. | [ 23 ]           |
| 17 | A.J. Styles                                      | 4       | 16 de janeiro de 2005   | 56                | Orlando, Flórida                    | Final Resolution (2005)             | Foi uma luta Ultimate X, envolvendo também Chris Sabin. | [ 24 ]           |
| 18 | Christopher Daniels                              | 1       | 13 de março de 2005     | 182               | Orlando, Flórida                    | Destination X (2005)                | Foi uma luta Ultimate X challenge, envolvendo também Elix Skipper e Ron Killings. | [ 25 ]           |
| 19 | A.J. Styles                                      | 5       | 11 de setembro de 2005  | 91                | Orlando, Flórida                    | Unbreakable                         | Foi uma luta three-way dance, envolvendo também Samoa Joe. | [ 26 ]           |
| 20 | Samoa Joe                                        | 1       | 11 de dezembro de 2005  | 91                | Orlando, Flórida                    | Turning Point (2005)                | | [ 27 ]           |
| 21 | Christopher Daniels                              | 2       | 12 de março de 2006     | 29                | Orlando, Flórida                    | Destination X (2006)                | Foi uma luta Ultimate X, envolvendo também A.J. Styles. | [ 28 ]           |
| 22 | Samoa Joe                                        | 2       | 10 de abril de 2006     | 70                | Orlando, Flórida                    | TNA Impact!                         | Exibido em 13 de abril de 2006. | [ 29 ]           |
| 23 | Senshi                                           | 2       | 19 de junho de 2006     | 125               | Orlando, Flórida                    | TNA Impact!                         | Foi uma luta three-way dance, envolvendo também Sonjay Dutt. Exibido em 22 de junho de 2006. | [ 30 ]           |
| 24 | Chris Sabin                                      | 3       | 22 de outubro de 2006   | 2                 | Plymouth Charter Township, Michigan | Bound for Glory (2006)              | | [ 31 ]           |
| 25 | A.J. Styles                                      | 6       | 24 de outubro de 2006   | 13                | Orlando, Flórida                    | TNA Impact!                         | Styles ganhou o título de Sabin ao derrotá-lo na quarta rodada do torneio Fight for the Right de 2006. Exibido em 2 de novembro de 2006. | [ 32 ]           |
| 26 | Christopher Daniels                              | 3       | 6 de novembro de 2006   | 69                | Orlando, Flórida                    | TNA Impact!                         | Foi uma luta three-way dance, envolvendo também Chris Sabin. Exibido em 16 de novembro de 2006. | [ 33 ]           |
| 27 | Chris Sabin                                      | 4       | 14 de janeiro de 2007   | 154               | Orlando, Flórida                    | Final Resolution (2007)             | Foi uma luta three-way dance, envolvendo também Jerry Lynn. | [ 34 ]           |
| 28 | Jay Lethal                                       | 1       | 17 de junho de 2007     | 2                 | Nashville, Tennessee                | Slammiversary (2007)                | | [ 35 ]           |
| 29 | Samoa Joe                                        | 3       | 19 de junho de 2007     | 54                | Orlando, Flórida                    | TNA Impact!                         | Exibido em 21 de junho de 2007. | [ 36 ]           |
| 30 | Kurt Angle                                       | 1       | 12 de agosto de 2007    | 28                | Orlando, Flórida                    | Hard Justice (2007)                 | Também estavam em jogo os campeonatos mundiais dos Pesos-Pesados da TNA e da IWGP de Angle, bem como o Campeonato Mundial de Duplas da TNA de Samoa Joe. Kurt Angle tornou-se a primeira pessoa a conquistar todos os campeonatos ativos da TNA ao mesmo tempo.                                   | [ 37 ]           |
| 31 | Jay Lethal                                       | 2       | 9 de setembro de 2007   | 134               | Orlando, Flórida                    | No Surrender (2007)                 | | [ 38 ]           |
| 32 | Johnny Devine                                    | 1       | 21 de janeiro de 2008   | 20                | Orlando, Flórida                    | TNA Impact!                         | Exibido em 24 de janeiro de 2008. | [ 39 ]           |
| 33 | Jay Lethal                                       | 3       | 10 de fevereiro de 2008 | 65                | Greenville, Carolina do Sul         | Against All Odds (2008)             | Foi uma luta street fight de trios, onde Lethal se juntou aos The Motor City Machine Guns (Alex Shelley e Chris Sabin) contra Devine e o Team 3D (Brother Ray e Brother Devon), no qual o lutador que obtivesse a contagem ganharia o título.                                                     | [ 40 ]           |
| 34 | Petey Williams                                   | 2       | 15 de abril de 2008     | 152               | Orlando, Flórida                    | TNA Impact!                         | Williams descontou seu contrato Feast or Fired, desafiando Lethal pelo Campeonato da X Division, ganhando o título. Exibido em 17 de abril de 2008. | [ 41 ]           |
| 35 | Sheik Abdul Bashir                               | 1       | 14 de setembro de 2008  | 84                | Oshawa, Ontário, Canadá             | No Surrender (2008)                 | Foi uma luta three-way dance, envolvendo também Consequences Creed. | [ 42 ]           |
| 36 | Eric Young                                       | 1       | 7 de dezembro de 2008   | 0                 | Orlando, Flórida                    | Final Resolution (dezembro de 2008) | | [ 43 ]           |
| —  | Vago                                             | —       | 7 de dezembro de 2008   | —                 | Orlando, Flórida                    | Final Resolution (dezembro de 2008) | O diretor de gestão Jim Cornette, figura de autoridade da TNA na época, vagou o título devido a vitória controversa de Eric Young. | [ 43 ]           |
| 37 | Alex Shelley                                     | 1       | 11 de janeiro de 2009   | 63                | Charlotte, Carolina do Norte        | Genesis (2009)                      | Shelley derrotou Chris Sabin na final de um torneio para ganhar o título vago. | [ 44 ]           |
| 38 | "Suicide" (Christopher Daniels/Frankie Kazarian) | 1 (4/3) | 15 de março de 2009     | 102               | Orlando, Flórida                    | Destination X (2009)                | Foi uma luta Ultimate X, envolvendo também Chris Sabin, Consequences Creed e Jay Lethal. Este foi o primeiro reinado de "Suicide/Manik", sendo também o quarto de Christopher Daniels e o terceiro de Frankie Kazarian.                                                                           | [ 45 ]           |
| 39 | Homicide                                         | 1       | 25 de junho de 2009     | 52                | Orlando, Flórida                    | TNA Impact!                         | Homicide descontou seu contrato Feast or Fired, desafiando Suicide pelo Campeonato da X Division, ganhando o título. Exibido em 16 de julho de 2009. | [ 46 ]           |
| 40 | Samoa Joe                                        | 4       | 16 de agosto de 2009    | 50                | Orlando, Flórida                    | Hard Justice (2009)                 | | [ 47 ]           |
| 41 | Amazing Red                                      | 2       | 5 de outubro de 2009    | 106               | Orlando, Flórida                    | TNA Impact!                         | Exibido em 8 de outubro de 2009. | [ 48 ]           |
| 42 | Doug Williams                                    | 1       | 19 de janeiro de 2010   | 89                | Orlando, Flórida                    | TNA Impact!                         | Williams descontou o contrato Feast or Fired de Rob Terry para desafiar Amazing Red pelo Campeonato da X Division, ganhando o título. Exibido em 28 de janeiro de 2010. | [ 49 ]           |
| —  | Vago                                             | —       | 18 de abril de 2010     | —                 | St. Charles, Missouri               | Lockdown (2010)                     | Williams foi destituído do título por não ser capaz de chegar ao Lockdown, devido a restrições de viagem causadas por erupções do vulcão Eyjafjallajökull. | [ 50 ]           |
| 43 | Kazarian                                         | 4       | 18 de abril de 2010     | 28                | St. Charles, Missouri               | Lockdown (2010)                     | Kazarian derrotou Homicide e Shannon Moore em uma luta numa jaula de aço para ganhar o título vago. | [ 51 ]           |
| 44 | Douglas Williams                                 | 2       | 16 de maio de 2010      | 113               | Orlando, Flórida                    | Sacrifice (2010)                    | | [ 52 ]           |
| 45 | Jay Lethal                                       | 4       | 6 de setembro de 2010   | 17                | Orlando, Flórida                    | TNA Impact!                         | Exibido em 16 de setembro de 2010. | [ 53 ]           |
| 46 | Amazing Red                                      | 3       | 23 de setembro de 2010  | 2                 | Nova Iorque, Nova Iorque            | Evento ao vivo                      | | [ 54 ]           |
| 47 | Jay Lethal                                       | 5       | 25 de setembro de 2010  | 43                | Rahway, Nova Jérsei                 | Evento ao vivo                      | | [ 55 ]           |
| 48 | Robbie E                                         | 1       | 7 de novembro de 2010   | 30                | Orlando, Flórida                    | Turning Point (2010)                | | [ 56 ]           |
| 49 | Jay Lethal                                       | 6       | 7 de dezembro de 2010   | 33                | Orlando, Flórida                    | TNA Impact!                         | Exibido em 16 de dezembro de 2010. | [ 57 ]           |
| 50 | Kazarian                                         | 5       | 9 de janeiro de 2011    | 127               | Orlando, Flórida                    | Genesis (2011)                      | | [ 58 ]           |
| 51 | Abyss                                            | 1       | 16 de maio de 2011      | 55                | Orlando, Flórida                    | Impact Wrestling                    | Exibido em 19 de maio de 2011. | [ 59 ]           |
| 52 | Brian Kendrick                                   | 1       | 10 de julho de 2011     | 63                | Orlando, Flórida                    | Destination X (2011)                | | [ 60 ]           |
| 53 | Austin Aries                                     | 1       | 11 de setembro de 2011  | 298               | Orlando, Flórida                    | No Surrender (2011)                 | | [ 61 ]           |
| —  | Vago                                             | —       | 5 de julho de 2012      | —                 | Orlando, Flórida                    | Impact Wrestling                    | Aries renunciou o título em troca de uma chance pelo Campeonato Mundial dos Pesos-Pesados da TNA. | [ 62 ]           |
| 54 | Zema Ion                                         | 1       | 8 de julho de 2012      | 98                | Orlando, Flórida                    | Destination X (2012)                | Foi uma luta Ultimate X, envolvendo também Kenny King, Mason Andrews e Sonjay Dutt. | [ 62 ]           |
| 55 | Rob Van Dam                                      | 1       | 14 de outubro de 2012   | 137               | Phoenix, Arizona                    | Bound for Glory (2012)              | | [ 63 ]           |
| 56 | Kenny King                                       | 1       | 28 de fevereiro de 2013 | 94                | Orlando, Flórida                    | Impact Wrestling                    | A permanência de Kenny King na X Division também estava em jogo. | [ 64 ]           |
| 57 | Chris Sabin                                      | 5       | 2 de junho de 2013      | 18                | Boston, Massachusetts               | Slammiversary XI                    | Foi uma luta Ultimate X, envolvendo também Suicide. | [ 65 ]           |
| 58 | Austin Aries                                     | 2       | 20 de junho de 2013     | 9                 | Peoria, Illinois                    | Impact Wrestling                    | Aries vestiu-se como Suicide e tomou seu lugar em uma luta three-way, que também envolvia Kenny King. Exibido em 27 de junho de 2013. | [ 66 ]           |
| 59 | Chris Sabin                                      | 6       | 29 de junho de 2013     | 0                 | Las Vegas, Nevada                   | Impact Wrestling                    | Foi uma luta three-way, envolvendo também Manik. Exibido em 4 de julho de 2013. | [ 67 ]           |
| —  | Vago                                             | —       | 29 de junho de 2013     | —                 | Las Vegas, Nevada                   | Impact Wrestling                    | Sabin renunciou o título em troca de uma chance pelo Campeonato Mundial dos Pesos-Pesados da TNA. Exibido em 11 de julho de 2013. | [ 67 ]           |
| 60 | "Manik" (T.J. Perkins)                           | 2 (1)   | 18 de julho de 2013     | 94                | Louisville, Kentucky                | Impact Wrestling                    | Foi uma luta Ultimate X, envolvendo também Sonjay Dutt e Greg Marasciulo. Exibido em 25 de julho de 2013. Este foi o segundo reinado de "Suicide/Manik", e o primeiro de T.J. Perkins. | [ 68 ]           |
| 61 | Chris Sabin                                      | 7       | 20 de outubro de 2013   | 34                | San Diego, Califórnia               | Bound for Glory (2013)              | Foi uma luta Ultimate X, envolvendo também Austin Aries, Jeff Hardy e Samoa Joe. | [ 69 ]           |
| 62 | Austin Aries                                     | 3       | 23 de novembro de 2013  | 12                | Orlando, Flórida                    | Impact Wrestling                    | Exibido em 12 de dezembro de 2013. | [ 70 ] [ 71 ]    |
| 63 | Chris Sabin                                      | 8       | 5 de dezembro de 2013   | 42                | Orlando, Flórida                    | Impact Wrestling                    | Exibido em 2 de janeiro de 2014. | [ 72 ] [ 73 ]    |
| 64 | Austin Aries                                     | 4       | 16 de janeiro de 2014   | 45                | Huntsville, Alabama                 | Impact Wrestling: Genesis           | Exibido em 23 de janeiro de 2014. | [ 74 ]           |
| 65 | Sanada                                           | 1       | 2 de março de 2014      | 110               | Tóquio, Japão                       | Kaisen: Outbreak                    | | [ 75 ] [ 76 ]    |
| 66 | Austin Aries                                     | 5       | 20 de junho de 2014     | 5                 | Bethlehem, Pensilvânia              | Impact Wrestling                    | Exibido em 10 de julho de 2014. | [ 77 ]           |
| —  | Vago                                             | —       | 24 de junho de 2014     | —                 | Nova Iorque, Nova Iorque            | Impact Wrestling                    | Aries renunciou o título em troca de uma chance pelo Campeonato Mundial dos Pesos-Pesados da TNA. Exibido em 24 de julho de 2014. | [ 78 ]           |
| 67 | Samoa Joe                                        | 5       | 26 de junho de 2014     | 85                | Nova Iorque, Nova Iorque            | Impact Wrestling                    | Joe derrotou Low Ki e Sanada em uma luta three-way para conquistar o título vago. Exibido em 7 de agosto de 2014. | [ 79 ]           |
| —  | Vago                                             | —       | 19 de setembro de 2014  | —                 | Bethlehem, Pensilvânia              | Impact Wrestling                    | O título foi retirado de Joe devido a ele não ter condições medicas para competir. Exibido em 12 de novembro de 2014. | [ 80 ]           |
| 68 | Low Ki                                           | 3       | 19 de setembro de 2014  | 110               | Bethlehem, Pensilvânia              | Impact Wrestling                    | Low Ki derrotou Tigre Uno, Manik e DJ Z em uma luta four-way para conquistar o título vago. Exibido em 19 de novembro de 2014. | [ 81 ]           |
| 69 | Austin Aries                                     | 6       | 7 de janeiro de 2015    | 1                 | Nova Iorque, Nova Iorque            | Impact Wrestling                    | | [ 82 ]           |
| 70 | Low Ki                                           | 4       | 8 de janeiro de 2015    | 23                | Nova Iorque, Nova Iorque            | Impact Wrestling                    | Exibido em 16 de janeiro de 2015. | [ 83 ]           |
| 71 | Rockstar Spud                                    | 1       | 31 de janeiro de 2015   | 43                | Londres, Inglaterra                 | Impact Wrestling                    | Spud descontou sua maleta do Feast or Fired. Exibido em 20 de março de 2015. | [ 84 ]           |
| 72 | Kenny King                                       | 2       | 15 de março de 2015     | 56                | Orlando, Flórida                    | Impact Wrestling: Hardcore Justice  | Foi uma luta four-way de escadas, envolvendo também Tigre Uno e Mandrews. Exibido em 1 de maio de 2015. | [ 85 ]           |
| 73 | Rockstar Spud                                    | 2       | 10 de maio de 2015      | 0                 | Orlando, Flórida                    | Impact Wrestling                    | Foi uma luta gauntlet envolvendo também Manik, DJ Z, Mandrews, Argos, Crazzy Steve e Tigre Uno. Exibido em 29 de maio de 2015. | [ 86 ]           |
| —  | Vago                                             | —       | 10 de maio de 2015      | —                 | Orlando, Flórida                    | Impact Wrestling: Destination X     | Spud renunciou o título em troca de uma chance pelo Campeonato Mundial dos Pesos-Pesados da TNA. Exibido em 10 de julho de 2015. | [ 87 ]           |
| 74 | Tigre Uno                                        | 1       | 24 de junho de 2015     | 199               | Orlando, Flórida                    | Impact Wrestling                    | Uno derrotou Low Ki e Grado em uma luta three-way de eliminação para conquistar o título que estava vago. | [ 7 ]            |
| 75 | Trevor Lee                                       | 1       | 9 de janeiro de 2016    | 155               | Bethlehem, Pensilvânia              | Impact Wrestling                    | Foi exibido em 6 de fevereiro. |                  |
| 76 | Eddie Edwards                                    | 1       | 12 de junho de 2016     | 2                 | Orlando, Flórida                    | Slammiversary                       | A luta também envolveu Andrew Everett e DJ Z. | [ 88 ]           |
| 77 | Mike Bennett                                     | 1       | 14 de junho de 2016     | 1                 | Orlando, Flórida                    | Impact Wrestling                    | Foi exibido em 21 de junho de 2016. | [ 89 ]           |
| 78 | Eddie Edwards                                    | 2       | 15 de junho de 2016     | 28                | Orlando, Flórida                    | Impact Wrestling                    | Foi uma luta Ultimate X que também incluiu Trevor Lee, Andrew Everett, DJ Z, Rockstar Spud, Mandrews e Braxton Sutter. Foi exibido em 5 de julho de 2016. | [ 90 ]           |
| 79 | Lashley                                          | 1       | 13 de julho de 2016     | 30                | Orlando, Flórida                    | Impact Wrestling                    | Foi uma luta Six Sides of Steel também pelo Campeonado Mundial dos Pesos-Pesados de Lashley. Foi exibido em 21 de julho de 2016. |                  |
| —  | Vago                                             | —       | 28 de agosto de 2016    | —                 | Orlando, Flórida                    | Impact Wrestling                    | Exibido em 18 de agosto de 2016. | [ 91 ]           |
| 80 | DJZ                                              | 2       | 13 de agosto de 2016    | 148               | Orlando, Flórida                    | Impact Wrestling                    | Foi uma luta Ultimate X Gauntlet também envolvendo Trevor Lee, Andrew Everett, Rockstar Spud, Mandrews e Braxton Sutter. Foi exibido em 1 de setembro de 2016. | [ 92 ]           |
| 81 | Trevor Lee                                       | 2       | 8 de janeiro de 2017    | 102               | Orlando, Flórida                    | Impact Wrestling                    | Lee invocou sua maleta de Race for the Case por uma oportunidade pelo título na Open Fight Night. Foi uma luta de escadas. Exibido em 2 de fevereiro de 2017. Em 2 de março de 2017 o título foi renomeado Impact Wrestling X Division Championship.                                              | [ 93 ] [ 94 ]    |
| 82 | Low Ki                                           | 5       | 20 de abril de 2017     | 40                | Orlando, Flórida                    | Impact Wrestling                    | A luta também incluiu Andrew Everett, Sonjay Dutt, Dezmond Xavier e Suicide. | [ 95 ]           |
| 83 | Sonjay Dutt                                      | 1       | 30 de maio de 2017      | 81                | Bombaim, Índia                      | Impact Wrestling                    | | [ 96 ]           |
| 84 | Trevor Lee                                       | 3       | 19 de agosto de 2017    | 82                | Orlando, Flórida                    | GFW Impact!                         | Derrotou Sonjay Dutt em uma luta sem desqualificações. | [ 97 ]           |
| 85 | Taiji Ishimori                                   | 1       | 9 de novembro de 2017   | 64                | Ottawa, Ontário, Canadá             | Impact!                             | | [ 98 ]           |
| 86 | Matt Sydal                                       | 1       | 12 de janeiro de 2018   | 191               | Orlando, Flórida                    | Impact!                             | O Impact Grand Championship de Sydal também estava em disputa. Será exibido em 1 de março de 2018. | [ 99 ]           |
| 87 | Brian Cage                                       | 1       | 22 de julho de 2018     | 112               | Toronto, Canadá                     | Slammiversary XV                    | | }}{{PWtitlereign |
| —  | Vago                                             | —       | 11 de novembro de 2018  | —                 | Las Vegas, Nevada                   | Impact!                             | Brian Cage escolheu a Opção C e desafiou Johnny Impact pelo Impact World Championship no Homecoming. |                  |
| 88 | Rich Swann                                       | 1       | 6 de janeiro de 2019    | 194               | Nashville, Tennessee                | Homecoming                          | Derrotou Ethan Page, Jake Crist e Trey Miguel em uma luta Ultimate X para vencer o título vago. | [ 101 ]          |
| 89 | Jake Crist                                       | 1       | 19 de julho de 2019     | 93                | Windsor, Canadá                     | Impact!                             | Transmitido em 26 de julho de 2019. | [ 102 ]          |
| 90 | Ace Austin                                       | 1       | 20 de outubro de 2019   | 171               | Villa Park, Illinois                | Bound for Glory                     | Esta foi uma luta Intergender de escadas, envolvendo Ace Romero, Daga e Tessa Blanchard. | [ 103 ]          |
| 91 | Willie Mack                                      | 1       | 8 de abril de 2020      | 101               | Nashville, Tennessee                | Rebellion                           | A luta ocorreu durante as gravações da TV entre os dias 8 e 10 de abril. Foi transmitido em 21 de abril de 2020. | [ 104 ]          |
| 92 | Chris Bey                                        | 1       | 18 de julho de 2020     | 27                | Nashville, Tennessee                | Slammiversary                       | | [ 105 ]          |
| 93 | Rohit Raju                                       | 1       | 14 de agosto de 2020    | 120               | Nashville, Tennessee                | Emergence Night 1                   | Foi uma luta triple threat envolvendo também TJP. Foi transmitido em 18 de agosto de 2020 |                  |
| 94 | Manik (T.J. Perkins)                             | 3 (2)   | 12 de dezembro de 2020  | 1561+             | Nashville, Tennessee                | Final Resolution                    | Esse é o terceiro reinao do personagem Suicide/Manik e o segundo de T.J. Perkins. | [ 106 ]          |

## Lista de reinados combinados
Em 22 de março de 2025.
|    | Indica o atual campeão                                                                      |
| ¤  | A duração exata de pelo menos um reinado é incerta, portanto, a menor duração é considerada |
| <1 | Indica reinados menores que 1 dia                                                           |

| Pos. | Lutador             | Nº de reinados | Dias combinados |
| ---- | ------------------- | -------------- | --------------- |
| 1    | Chris Sabin         | 10             | 635             |
| 2    | Austin Aries        | 6              | 372             |
| 3    | Samoa Joe           | 5              | 350             |
| 4    | Trevor Lee          | 3              | 339             |
| 5    | Low Ki/Senshi       | 5              | 312             |
| 6    | Petey Williams      | 2              | 310             |
| 7    | Jay Lethal          | 6              | 294             |
| 8    | Christopher Daniels | 4              | 280             |
| 9    | A.J. Styles         | 6              | 272             |
| 10   | Zema Ion/DJZ        | 2              | 246             |
| 11   | Kazarian            | 5              | 239             |
| 12   | Doug Williams       | 2              | 202             |
| 13   | Tigre Uno           | 1              | 199             |
| 14   | Manik/Suicide       | 3              | 1757+           |
| 15   | Rich Swann          | 1              | 194             |
| 16   | Matt Sydal          | 1              | 191             |
| 17   | Ace Austin          | 1              | 171¤            |
| 18   | Michael Shane       | 2              | 154             |
| 19   | Kenny King          | 2              | 150             |
| 20   | Rob Van Dam         | 1              | 137             |
| 21   | Amazing Red         | 3              | 122             |
| 22   | Rohit Raju          | 1              | 120             |
| 23   | Brian Cage          | 1              | 112             |
| 24   | Sanada              | 1              | 110             |
| 25   | Willie Mack         | 1              | 101¤            |
| 26   | Jake Crist          | 1              | 93              |
| 27   | Jerry Lynn          | 2              | 84              |
| 27   | Sheik Abdul Bashir  | 1              | 84              |
| 29   | Sonjay Dutt         | 1              | 81              |
| 30   | Kid Kash            | 1              | 77              |
| 31   | Taiji Ishimori      | 1              | 64              |
| 32   | Alex Shelley        | 1              | 63              |
| 32   | Brian Kendrick      | 1              | 63              |
| 32   | Sonny Siaki         | 1              | 63              |
| 35   | Abyss               | 1              | 55              |
| 36   | Homicide            | 1              | 52              |
| 37   | Rockstar Spud       | 2              | 43              |
| 38   | Eddie Edwards       | 2              | 30              |
| 38   | Lashley             | 1              | 30              |
| 38   | Robbie E            | 1              | 30              |
| 41   | Kurt Angle          | 1              | 28              |
| 42   | Chris Bey           | 1              | 27              |
| 43   | Johnny Devine       | 1              | 20              |
| 44   | Syxx-Pac            | 1              | 14              |
| 45   | Mike Bennett        | 1              | 1               |
| 46   | Eric Young          | 1              | <1              |